# Sandwich, Illinois
Sandwich är en stad som sträcker sig över gränsen till DeKalb County, Kendall County och LaSalle County i delstaten Illinois, USA med 6.509 invånare (2000). Staden ligger omkring 100 km västsydväst om Chicago.